# عصفور تيمور
عصفور تيمور أو عصفور داكن تيموري (الاسم العلمي: Lonchura fuscata)، نوع من العصافير المنتمية إلى جنس الرزاز وفصيلة شمعية المنقار. يقطن المراعي والأراضي المنخفضة لأرخبيل تميور.

## روابط خارجية
- Species factsheet - BirdLife International
- IUCN Red List
- Red Data Book